# Oxyde de cuivre(III)
Pour les articles homonymes, voir Oxyde de cuivre.
 (mai 2018).
Si vous disposez d'ouvrages ou d'articles de référence ou si vous connaissez des sites web de qualité traitant du thème abordé ici, merci de compléter l'article en donnant les références utiles à sa vérifiabilité et en les liant à la section « Notes et références ».
L'oxyde de cuivre(III) est un composé inorganique hypothétique du cuivre de formule Cu2O3. Il n'a pas été isolé à l'état solide. Les oxydes de cuivre(III) entrent néanmoins dans la constitution des cuprates.

## Description
Le cuivre(III) est peu stable et n'existe que par stabilisation sous forme de complexes.
Un composé représentatif du cuivre(III) est l'ion CuF63−. Il existe aussi K3CuF6, KCuO2, etc.
Les composés de cuivre(III) sont peu courants mais sont impliqués dans une grande variété de réactions en biochimie non organique et en catalyse homogène. Les cuprates supraconducteurs contiennent du cuivre(III), tels YBa2Cu3O7-δ.